# 6608 Davidecrespi
6608 Davidecrespi eller 1991 VC4 är en asteroid i huvudbältet som upptäcktes 2 november 1991 av den amerikanske astronomen Eleanor F. Helin vid Palomar-observatoriet. Den är uppkallad efter den italienska amatörastronomen Davide Crespi.
Asteroiden har en diameter på ungefär 5 kilometer.